# 245983 Machholz
245983 Machholz è un asteroide della fascia principale. Scoperto nel 2006, presenta un'orbita caratterizzata da un semiasse maggiore pari a 3,1304230 au e da un'eccentricità di 0,1064769, inclinata di 23,10178° rispetto all'eclittica.
L'asteroide è dedicato all'astronomo statunitense Donald Edward Machholz.